# 金萬徳

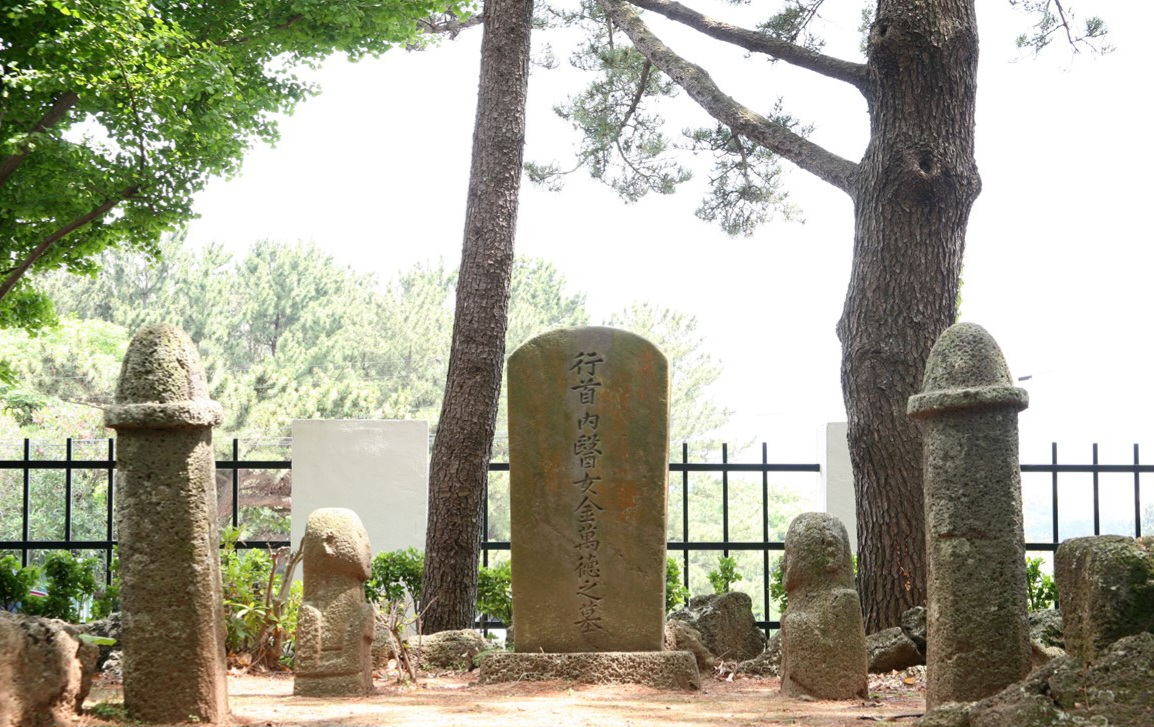
済州市にある金萬徳の墓

金萬徳（きん ばんとく/キム マンドク 1739年-1812年）は李氏朝鮮の女性商人。本貫は金海。

## 生涯
金萬徳は済州島の商人の家に生まれ、幼少の頃、両親と死別し妓楼に引き取られ歌舞、鳴物等を習得し妓生（キーセン）として頭角を現したが萬徳は23歳の頃、役所に懇願し妓籍を除籍、平民に戻る。彼女は「客主」（きゃくしゅ/ケクチュ）という行商人に宿を提供や商品を交換する商人となり裁判官や特産品であるミカンや魚介類を扱い、済州島一の大商人となった。
50代の頃、済州島に飢饉が遅い困窮する島民に備蓄米を無償で提供し、また役所に納め救済した。
その活動が朝廷に届き、正祖は金萬徳に役所を通し褒美と品階を与えようとした。金萬徳は「国王の謁見、及び金剛山の見物」を望んだ。当時、済州島の女性は島外に出ることが禁じられたが正祖は「内医院医女」の職責を与え島外に出ることを許し、1796年、念願の正祖に謁見、金剛山への見物をし済州島に帰った。これは当時としては破格の待遇であった。
1812年、74歳で死去。宮廷をはじめ多くの著名人が彼女の功績を称えた